# Tipula (Acutipula) victoria
Tipula (Acutipula) victoria is een tweevleugelige uit de familie langpootmuggen (Tipulidae). De soort komt voor in het Afrotropisch gebied.